# Art Review
Art Review är en i Storbritannien utgiven tidskrift om samtida konst.

## Tidskriften
Art Review utgavs första gången 1949 och har givits ut kontinuerligt sedan dess under olikja namn: Art News and Review (1949–61), The Arts Review (1962–69), Arts Review (1970–92), Art Review (1992–2000) och Art Review (från 2000). 

## Art Review Power 100

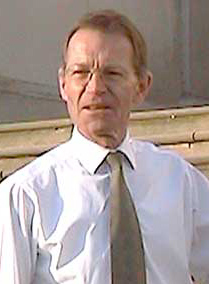
Nicholas Serota, överst 2014

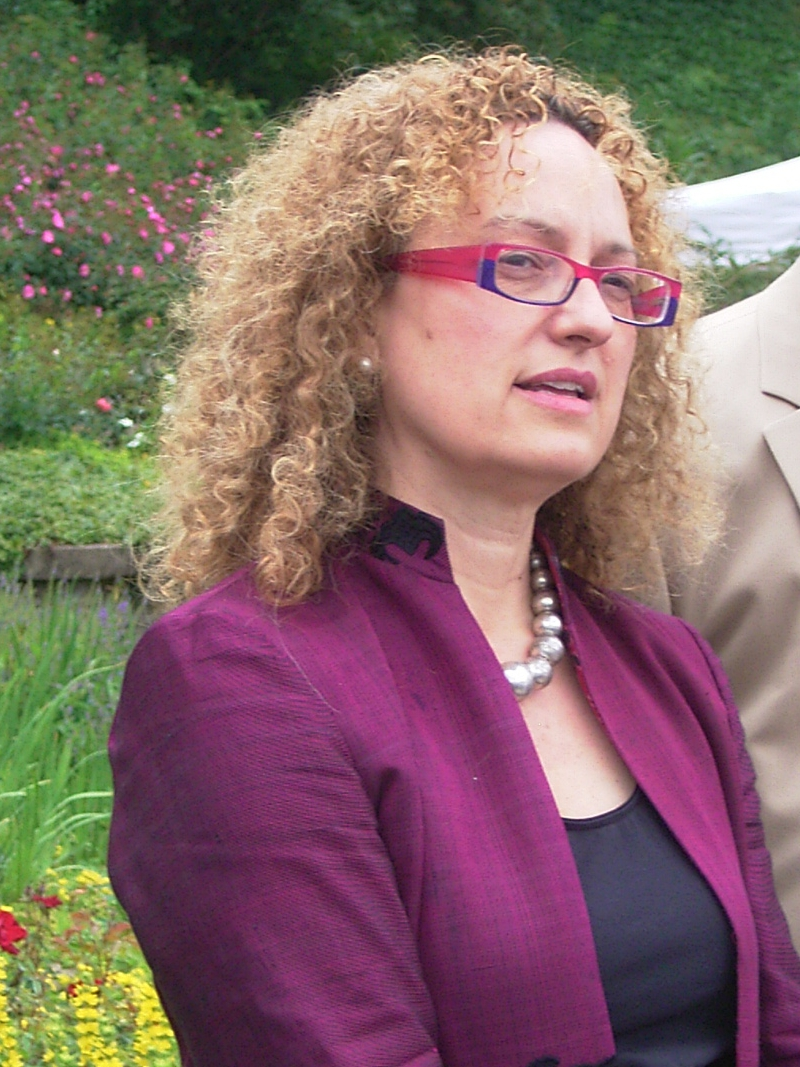
Kuratorn Carolyn Christov-Bakargiev, överst 2012

Tidskriftens redaktion utser mot slutet av varje år sedan år 2002 de 100 mäktigaste personerna i den globala konstvärlden, bland konstnärer, chefer för konstmuseer och konsthallar, kuratorer, gallerister, konstsamlare, konstmässearrangörer, konstkritiker samt stiftelser och andra finansiärer.

### Överst på Power 100-listor
- 2018 David Zwirner, tysk-amerikansk gallerist i New York, London och Hongkong
- 2017 Hito Steyerl, tysk konstnär
- 2016 Hans-Ulrich Obrist, schweizisk kurator och konstkritiker
- 2015 Ivan Wirth och Manuela Wirth, gallerister
- 2014 Nicholas Serota, chef för Tate konstmuseer i Storbritannien
- 2013 Al Mayassa bint Hamad, styrelseordförande i Qatar Museums Authority
- 2012 Carolyn Christov-Bakargiev, kurator för dOCUMENTA (13)
- 2011 Ai Weiwei, kinesisk konceptkonstnär[2]
- 2010 Larry Gagosian, amerikansk konsthandlare och gallerist
- 2009 Hans-Ulrich Obrist, schweizisk kurator och konstkritiker
- 2008 Damien Hirst, brittisk konstnär
- 2007 François Pinault, fransk konstsamlare och ägare till Christie's
- 2006 François Pinault
- 2005 Damien Hirst
- 2004 Larry Gagosian
- 2003 Ronald Lauder, amerikansk konstsamlare
- 2002 Charles Saatchi, brittisk konstsamlare och galleriägare

### Högst placerade konstnärer på Power 100-listor
- 2018 Kerry James Marshall, Hito Steyerl, Ai Weiwei, Wolfgang Tillmans, Pierre Huygbe, David Hammons, Yayoi Kusama, Nan Goldin
- 2017 Hito Steyerl, Pierre Huygbe
- 2016 Hito Steyerl, Wolfgang Tillmans, Ai Weiwei, Theaster Gates, Jeff Koons
- 2015 Ai Weiwei, Marina Abramović, Wolfgang Tillmans, Jeff Koons, Hito Steyerl
- 2014  Marina Abramović, Jeff Koons, Cindy Sherman, Ai Weiwei, Gerhard Richter
- 2013 Ai Weiwei, Marina Abramović, Cindy Sherman, Gerhard Richter, e-flux
- 2012 Ai Weiwei, Gerhard Richter, Cindy Sherman, Liam Gillick, Marina Abramović, Damien Hirst
- 2011 Ai Weiwei, Cindy Sherman, Gerhard Richter, Mike Kelley, Marina Abramović, Peter Fischli & David Weiss
- 2010 Ai Weiwei, Bruce Nauman, Mike Kelley, Cindy Sherman, Franz West, Marina Abramovic
- 2009 Bruce Nauman, Jeff Koons, Takashi Murakami, Liam Gillick, John Baldessari, Isa Genzken
- 2008 Jasper Johns, Jeff Koons, Gerhard Richter, Richard Prince, Takashi Murakami, Richard Serra
- 2007 Damien Hirst, Jeff Koons, Richard Serra, Richard Prince, Thomas Hirchhorn, Gerhard Richter
- 2006 Bruce Nauman, Jeff Koons, Damien Hirst, Gerhard Richter, Mike Kelley, Andreas Gursky
- 2005 Damien Hirst, Bruce Nauman, Richard Serra, Neo Rauch, Richard Prince, Gerhard Richter
- 2004 Takashi Murakami, Gerhard Richter, Rem Koolhaas, Jeff Koons, Zaha Hadid, Richard Serra
- 2003 Gerhard Richter, Takashi Murakami, Zaha Hadid, Louise Bourgeois, Jeff Koons, Damien Hirst
- 2002 Gerhard Richter, Jeff Koons, David Hockney, Jasper Johns, Damien Hirst, Anselm Kiefer